# روالا (داکوتای شمالی)
روالا(به انگلیسی: Rolla) شهری در ایالت داکوتای شمالی کشور ایالات متحده آمریکا است که جمعیت آن در سرشماری سال ۲۰۱۰ میلادی، ۱٬۲۸۰ نفر بوده‌است.